# Sporophila nigrorufa
El capuchino del Pantanal, corbatita negra y rufa, espiguero negro y crema  o semillero rojinegro (Sporophila nigrorufa) es una especie de ave paseriforme de la familia Thraupidae perteneciente al numeroso género Sporophila. Es nativo del interior central de América del Sur. 

## Distribución y hábitat
Se distribuye por el este de Bolivia (este de Santa Cruz; recientemente también en Llanos de Moxos, en el noreste de Beni) y sureoste de Brasil (oeste de Mato Grosso y posiblemente en Mato Grosso do Sul. Un registro en el norte de Argentina parece tratarse de una identificación equivocada, pero es muy probable que ocurra en el norte de Paraguay, en la frontera con Bolivia (región del río Negro).
Esta especie es considerada rara a poco común y muy local en sus hábitats naturales: los pastizales estacionalmente inundables hasta los 500 m de altitud. Aparentemente no es un migrante de largas distancias.

## Estado de conservación
El semillero rojinegro ha sido calificado como vulnerable por la Unión Internacional para la Conservación de la Naturaleza (IUCN) debido a que su pequeña población, estimada entre 600 y 1700 individuos maduros, se presume estar sufriendo una continua y rápida decadencia como resultado de la pérdida de hábitat y su degradación.

## Sistemática

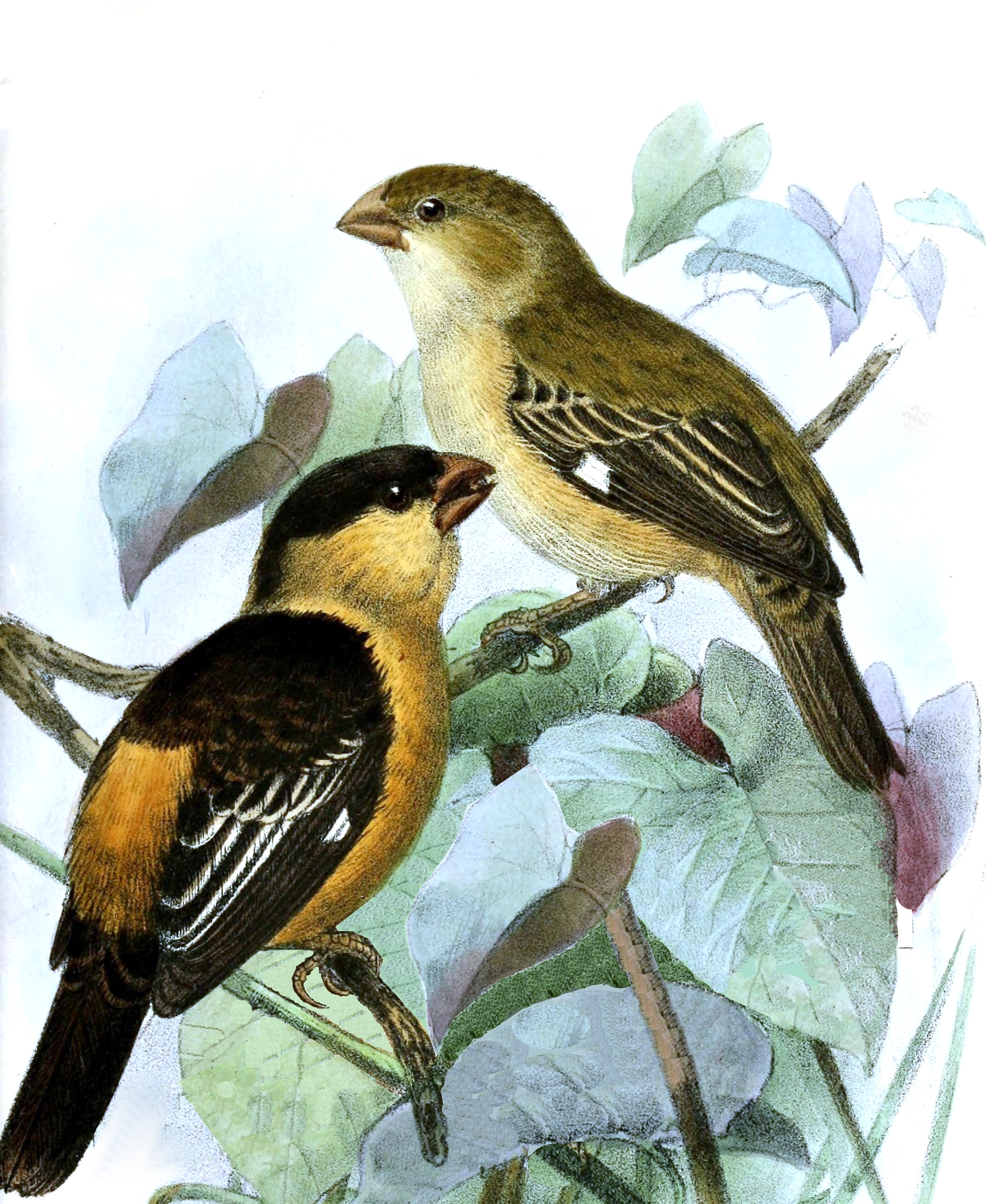
Spermophila nigrorufa = Sporophila nigrorufa, macho (adelante) y hembra (detrás), ilustración de Keulemans en The Ibis, 1871.

### Descripción original
La especie S. nigrorufa fue descrita por primera vez por los ornitólogos franceses Alcide d'Orbigny & Frédéric de Lafresnaye en 1837 bajo el nombre científico Pyrrhula nigro-rufa; la localidad tipo es: «Chiquitos, Bolivia».

### Etimología
El nombre genérico femenino Sporophila es una combinación de las palabras del griego «sporos»: semilla, y  «philos»: amante; y el nombre de la especie «nigrorufa» se compone de las palabras del latín  «niger»: negro, y «rufus»: rufo, rojizo.

### Taxonomía
Es monotípica.